# حامد بريمة
حامد بريمة عيسى (1 يناير 1956 - 23 أبريل 2023) هو لاعب كرة قدم سوداني، ومن اللاعبين القلة الذين اختيروا لمنتخب العرب، كما اختير ضمن أفضل عشرة لاعبين في إفريقيا من قبل مجلة فرانس فوتبول المهتمة بالكرة الإفريقية والعالمية، إذ اختارته هذه المجلة كأحسن حارس مرمى في إفريقيا. انطلقت مسيرته من نادي النهضة الدامر ثم انتقل إلى نادي المريخ.
توفي حامد بريمة في 23 أبريل 2023م عن عمر ناهز السابعة والستين وذلك بعد صراعٍ طويلٍ مع المرض.

## الإنجازات

### المريخ
- دوري السودان العام (5): 1978، 1982، 1985، 1990، 1993.
- كأس السودان (9): 1983، 1984، 1985، 1986، 1988، 1991، 1993، 1994، 1996.
- كأس الكؤوس الإفريقية (1): 1989.

## المباريات الدولية
| #  | التاريخ        | الخصم   | النتيجة | المنافسة                                     | المكان                      |
| -- | -------------- | ------- | ------- | -------------------------------------------- | --------------------------- |
| 1  | 22 فبراير 1985 | ليبيا   | 0 - 0   | تصفيات كأس العالم 1986 - الدور الثاني        | استاد الخرطوم، الخرطوم      |
| 2  | 8 مارس 1985    | ليبيا   | 0 - 4   | تصفيات كأس العالم 1986 - الدور الثاني        | ملعب طرابلس، طرابلس         |
| 3  | 11 أبريل 1987  | تنزانيا | 1 - 1   | تصفيات كأس الأمم الإفريقية 1988              | ملعب أوهورو، دار السلام     |
| 4  | 10 يوليو 1987  | الجزائر | 1 - 3   | تصفيات الألعاب الأولمبية الصيفية 1988        | ملعب 19 ماي 1956، عنابة     |
| 5  | 7 أغسطس 1988   | أنغولا  | 0 - 0   | تصفيات كأس العالم 1990 - الدور الأول         | ملعب القلعة، لواندا         |
| 6  | 11 نوفمبر 1988 | أنغولا  | 1 - 2   | تصفيات كأس العالم 1990 - الدور الأول         | استاد المريخ، أم درمان      |
| 7  | 23 أبريل 1989  | كينيا   | 0 - 1   | تصفيات كأس الأمم الإفريقية 1990              | ملعب نيايو الوطني، نيروبي   |
| 8  | 14 أبريل 1994  | الجزائر | 1 - 1   | تصفيات كأس الأمم الإفريقية 1996 - المجموعة د | ملعب 5 جويلية 1962، الجزائر |
| 9  | 14 أبريل 1994  | تنزانيا | 0 - 2   | تصفيات كأس الأمم الإفريقية 1996 - المجموعة د | ملعب أوهورو، دار السلام     |
| 10 | 6 يناير 1995   | أوغندا  | 3 - 1   | تصفيات كأس الأمم الإفريقية 1996 - المجموعة د | استاد المريخ، أم درمان      |
| 11 | 22 يناير 1995  | إثيوبيا | 0 - 2   | تصفيات كأس الأمم الإفريقية 1996 - المجموعة د | ملعب أديس أبابا، أديس أبابا |
| 12 | 7 أبريل 1995   | مصر     | 1 - 3   | تصفيات كأس الأمم الإفريقية 1996 - المجموعة د | ستاد الإسكندرية، الإسكندرية |

## وصلات خارجية
- حامد بريمة على موقع National Football Teams